# Conte di Kerry
Conte di Kerry è un titolo nobiliare inglese nella Parìa d'Irlanda.

## Storia
Il titolo venne creato nel 1223 per Thomas Fitzmaurice. Nel 1325, Maurice FitzMaurice, IV barone di Kerry, assassinò Diarmaid Óg MacCarthy (figlio di Cormac Mór MacCarthy) a Tralee. Per questo atto, Maurice venne processato dal parlamento di Dublino e le sue terre vennero sequestrate, ma dopo la sua morte vennero restituite coi titoli a suo fratello John FitzMaurice, V barone di Kerry.
Nel 1537 l'XI barone venne creato Barone Odorney e Visconte Kilmaule nella Parìa d'Irlanda. Ad ogni modo questi titoli si estinsero alla sua morte nel 1541 mentre venne succeduto nella baronìa di Kerry da suo fratello minore. Il XXI barone venne creato Conte di Kerry nella Parìa d'Irlanda nel 1723. Suo figlio minore John Petty venne creato conte di Shelburne nella Parìa d'Irlanda nel 1753 e suo figlio, il II conte di Shelburne, venne creato Marchese di Lansdowne nel 1784. Nel 1818 il figlio di quest'ultimo, il III marchese, venne succeduto da suo cugino come IV conte di Kerry e XXIV barone Kerry.

## Baroni Kerry (1223)
- Thomas Fitzmaurice, I barone Kerry (m. 1260 circa)
- Maurice Fitzthomas Fitzmaurice, II barone Kerry (m. 1303)
- Nicholas Fitzmaurice, III barone Kerry (m. 1324)
- Maurice Fitzmaurice, IV barone Kerry (m. 1339)
- John Fitzmaurice, V barone Kerry (m. 1348)
- Maurice Fitzmaurice, VI barone Kerry (m. 1398)
- Patrick Fitzmaurice, VII barone Kerry (m. circa 1410)
- Thomas Fitzmaurice, VIII barone Kerry (m. 1469)
- Edmond Fitzmaurice, IX barone Kerry (m. 1498)
- Edmond Fitzmaurice, X barone Kerry (m. 1543)
- Edmond Fitzmaurice, XI barone Kerry (m. 1541) (creato Visconte Kilmaule nel 1537)

## Visconti Kilmaule (1537)
- Edmond Fitzmaurice, I visconte Kilmaule (m. 1541) (estinto)

## Baroni Kerry (1223; ripristinato)
- Patrick Fitzmaurice, XII barone Kerry (m. 1547)
- Thomas Fitzmaurice, XIII barone Kerry (m. 1549)
- Edmond Fitzmaurice, XIV barone Kerry (m. 1549)
- Gerard Fitzmaurice, XV barone Kerry (m. 1550)
- Thomas Fitzmaurice, XVI barone Kerry (circa 1502–1590)
- Patrick Fitzmaurice, XVII barone Kerry (c. 1541–1600)
- Thomas Fitzmaurice, XVIII barone Kerry (1574–1630)
- Patrick Fitzmaurice, XIX barone Kerry (1595–1661)
- William Fitzmaurice, XX barone Kerry (1633–1697)
- Thomas Fitzmaurice, XXI barone Kerry (1668–1741) (creato Conte di Kerry nel 1723)

## Conti di Kerry (1723)
- Thomas Fitzmaurice, I conte di Kerry (1668–1741)
- William Fitzmaurice, II conte di Kerry (1694–1747)
- Francis Thomas-Fitzmaurice, III conte di Kerry (1740–1818)
- Henry Petty-Fitzmaurice, III marchese di Lansdowne, IV conte di Kerry (1780–1863)

Vedi Marchese di Lansdowne per i successivi conti di Kerry.